# Rurique
Rurique ou Rurik, Rurico, Rorik, Riurik ou Ryurik (em antigo eslavo oriental:  Рюрикъ, transl. Rjurikŭ; em antigo eslavo eclesiástico:  Рю̀рикъ, transl. Ryurik, em russo:  Рюрик, transl. Riurik; em ucraniano:  Рюрик, transl. Riuryk; em bielorrusso:  Рурык, transl. Ruryk, em Łacinka Ruryk; em nórdico antigo: Hrærekr, transl. Rȳrik; 830, local desconhecido (Escandinávia?) - c. 879, Estado de Rurique), também chamado de Rurique de Ladoga ou Rurique de Novogárdia, foi, de acordo com o Conto dos Anos Passados e o Livro de Timoneiro, o primeiro governante dos Rus' e o semimítico fundador varegue da monarquia russa, dando o nome à dinastia ruríquida, primeira dinastia de czares russos.
No século IX, a região próxima aos lagos Ladoga e Onega encontrava-se em disputas entre as mais de 500 cidades fundadas por diversas tribos eslavas que ali habitavam. Nesse período, segundo o registro das Crônicas Nestorianas, comerciantes suecos chamados varegues foram convidados a governarem a região, pondo fim ao caos instalado. Teria dito à população: "A nossa terra é grande e rica, mas não há ordem dentro dela. Venham, pois, governar-nos como reis."
Em 862, Rurique, chefe dos varegues, tomou Novogárdia Magna, uma das cidades eslavas mais promissoras, localizada às margens do Rio Volcova.
Rurique morreu em 879, deixando Olegue como seu sucessor.